# 東沙機場

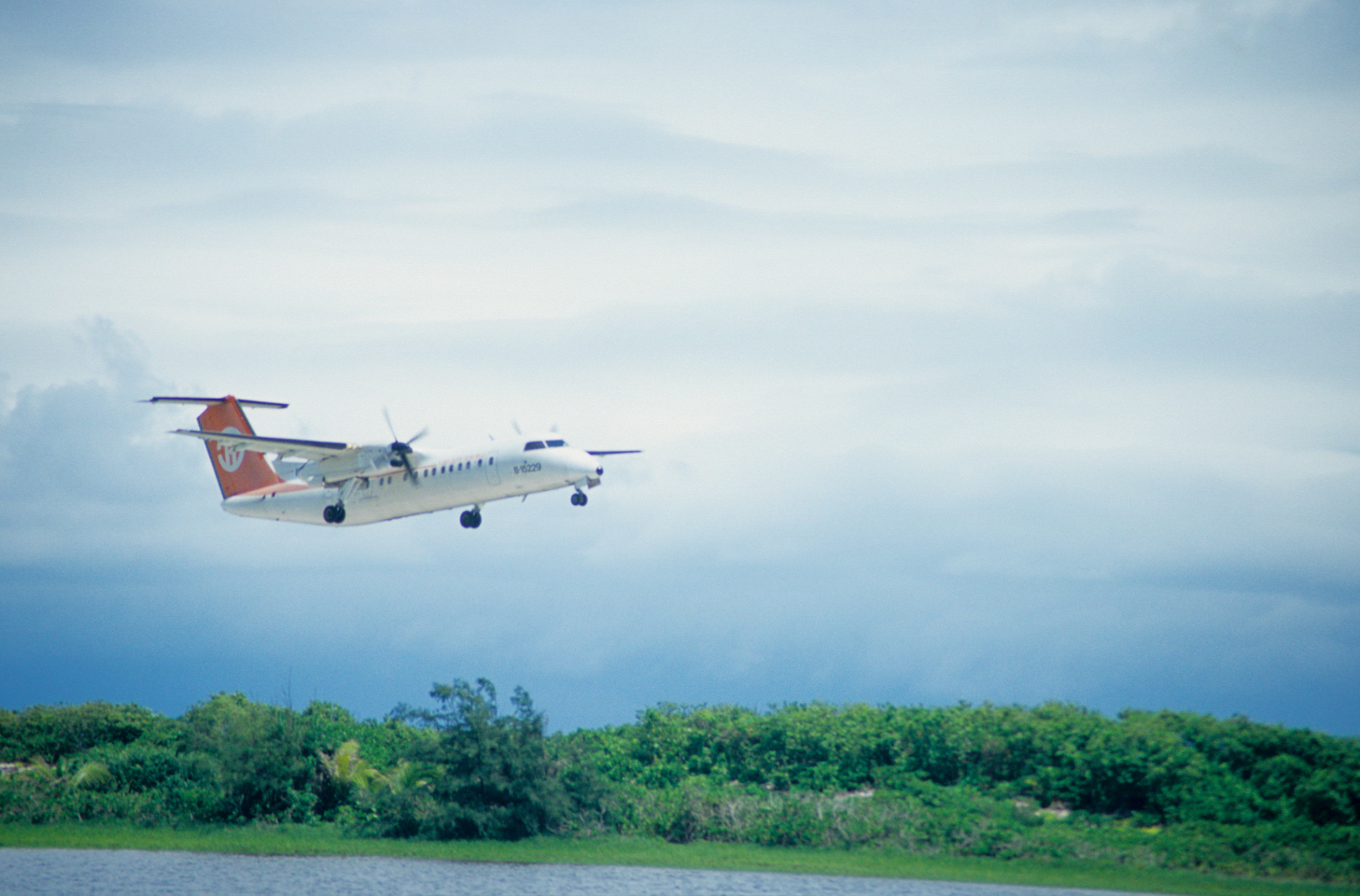
負責東沙島運補任務之立榮航空 DHC-8-Q300 軍包機

東沙機場是一座位於中華民國所管轄的東沙群島上的機場，主要用途為軍事用途並不開放予一般民眾，平日有中華民國空軍的C-130運輸機，以及立榮航空所提供的ATR72-600軍包機飛航，而ATR72-600軍包機乃因東沙機場無加油設施，故限制70名乘客以及1,696公斤貨物載重。

## 航空公司與目的地
| 航空公司 | 目的地 |
| -------- | ------ |
| 立榮航空 | 高雄   |

### 引用
1. ↑  . 國際航空運輸協會.   [2015-12-26]. （原始内容存档于2017-01-29）.
2. ↑  . （原始内容存档于2012-01-24）.